# Eisenbahnunfall von Granville

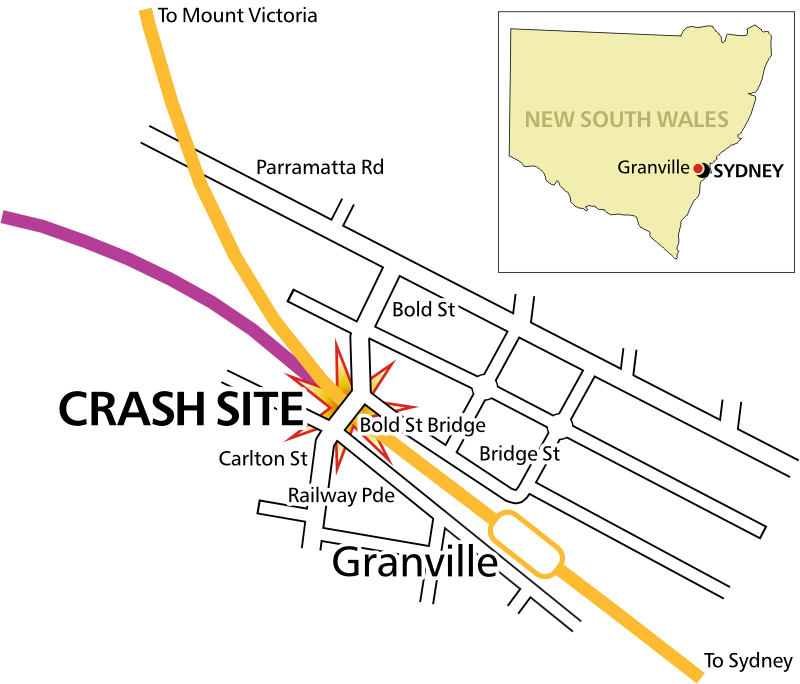
Lageskizze der Bahnstrecken und des Unfalls; die gelb eingezeichnete Linie gibt den Laufweg des Zuges wieder, der von Norden (oben) kam

Beim Eisenbahnunfall von Granville brachte ein entgleisender Zug am 18. Januar 1977 in Granville, einem Stadtteil von Parramatta, Australien, eine Brücke zum Einsturz. Bei diesem Unfall kamen 83 Menschen ums Leben, 210 weitere wurden verletzt. Es war der folgenschwerste Eisenbahnunfall und der schwerste Unfall in Friedenszeiten überhaupt in der Geschichte Australiens.

## Ausgangslage
Der Bahnhof von Granville liegt an Kilometer 21,4 in westlicher Richtung vom Hauptbahnhof Sydney entfernt an der Transaustralischen Eisenbahn.
Der Unfall ereignete sich im morgendlichen Berufsverkehr. Der darin verwickelte Vorortzug der New South Wales Public Transport Commission war stark besetzt. Er war um 6:09 Uhr in Mount Victoria mit Ziel Hauptbahnhof in Sydney losgefahren.

## Unfallhergang

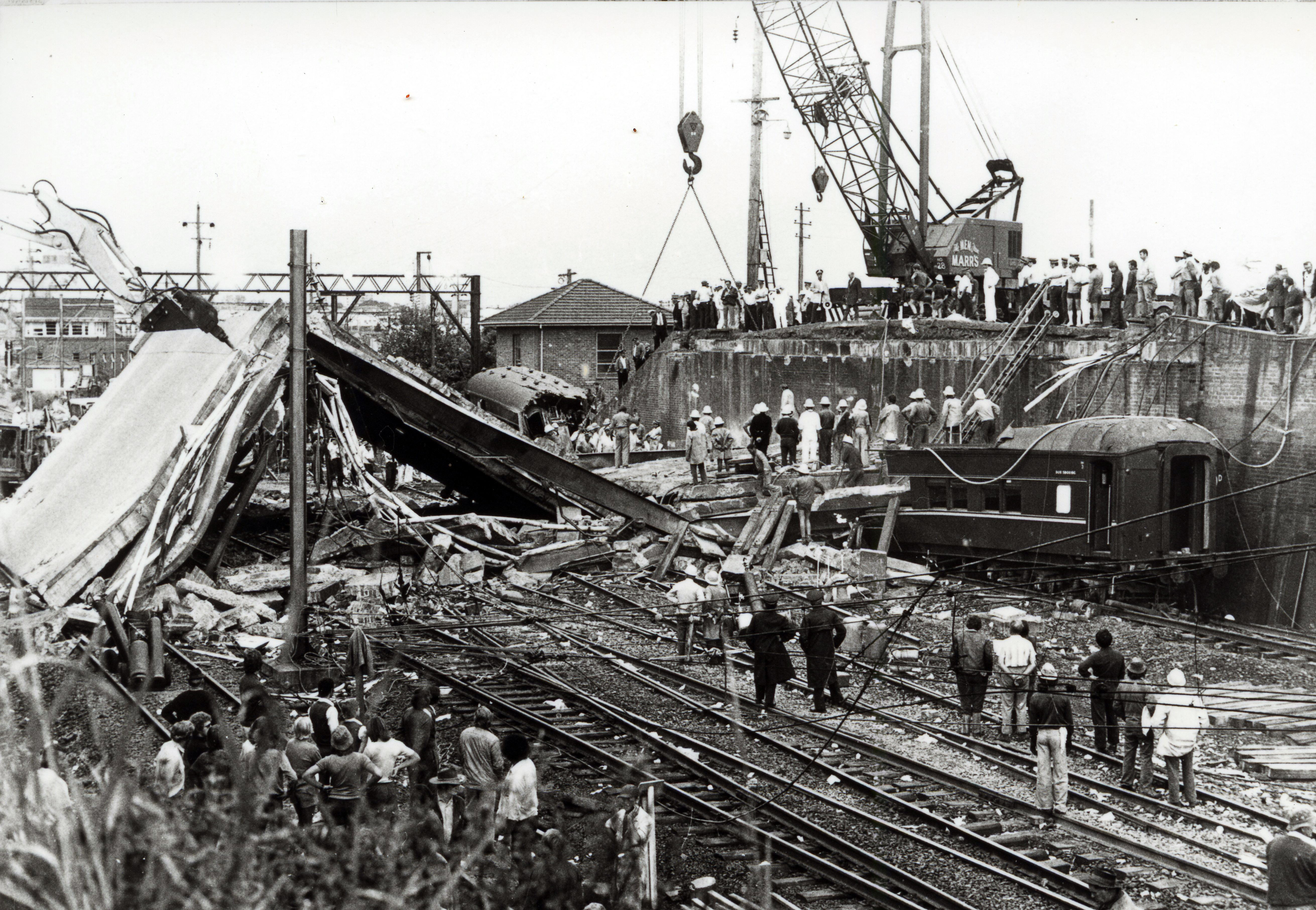
Eisenbahnunfall von Granville

Gegen 8:10 Uhr erreichte der Zug den Bahnhof von Granville. In der Bahnhofseinfahrt entgleiste die Lokomotive, weil die Spurweite aufgeweitet war. Wie später ermittelt wurde, war der Unterhalt des Oberbaus vernachlässigt worden. Die Lokomotive entgleiste, als sie sich unter einer Straßenbrücke, einer Stahlbeton-Konstruktion, befand. Mehrere der Brückenpfeiler wurden dabei weggerissen oder beschädigt. Auch führte das Entgleisen der Lokomotive dazu, dass die folgenden Personenwagen ebenfalls entgleisten. Die Lokomotive und die ersten zwei Wagen rutschten noch unter der Brücke durch. Der erste Wagen löste sich aus dem Zugverband und wurde von einem an der Bahnstrecke stehenden Mast aufgeschlitzt. Dabei starben acht Menschen. Die folgenden Wagen kamen entgleist zum Stehen, der hintere Abschnitt des dritten und der vordere des vierten Wagens unter der beschädigten Brücke, die – ihrer Stützen beraubt – Sekunden später einstürzte. Dabei wurden Autos in die Tiefe gerissen und zahlreiche Reisende in den unter der Brücke zum Stehen gekommenen Wagen von Brückentrümmern zerquetscht. Die beiden Lokomotivführer überlebten. Von den in die Tiefe gerissenen Autofahrern überlebten alle.

## Folgen

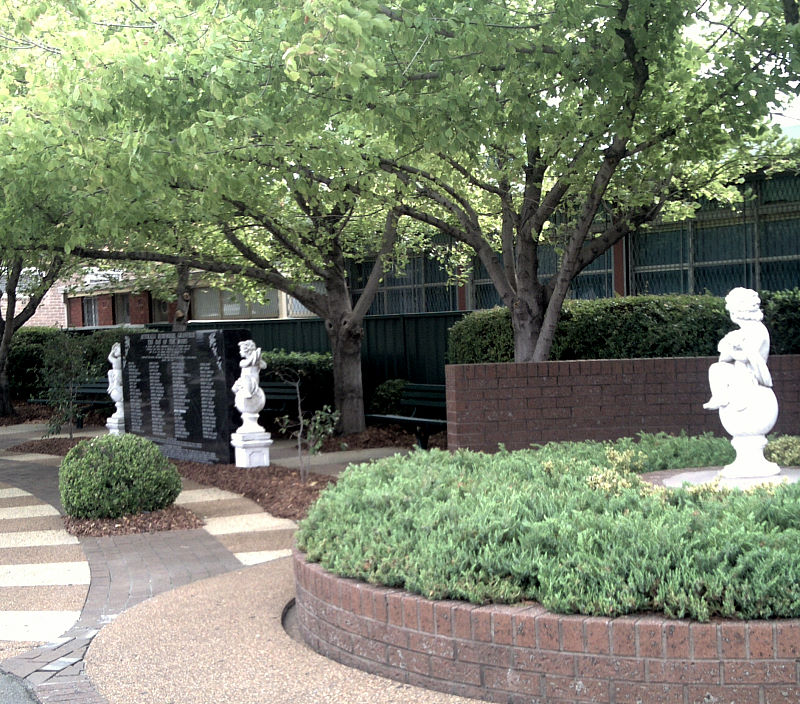
Gedenkstätte nahe der Unfallstelle

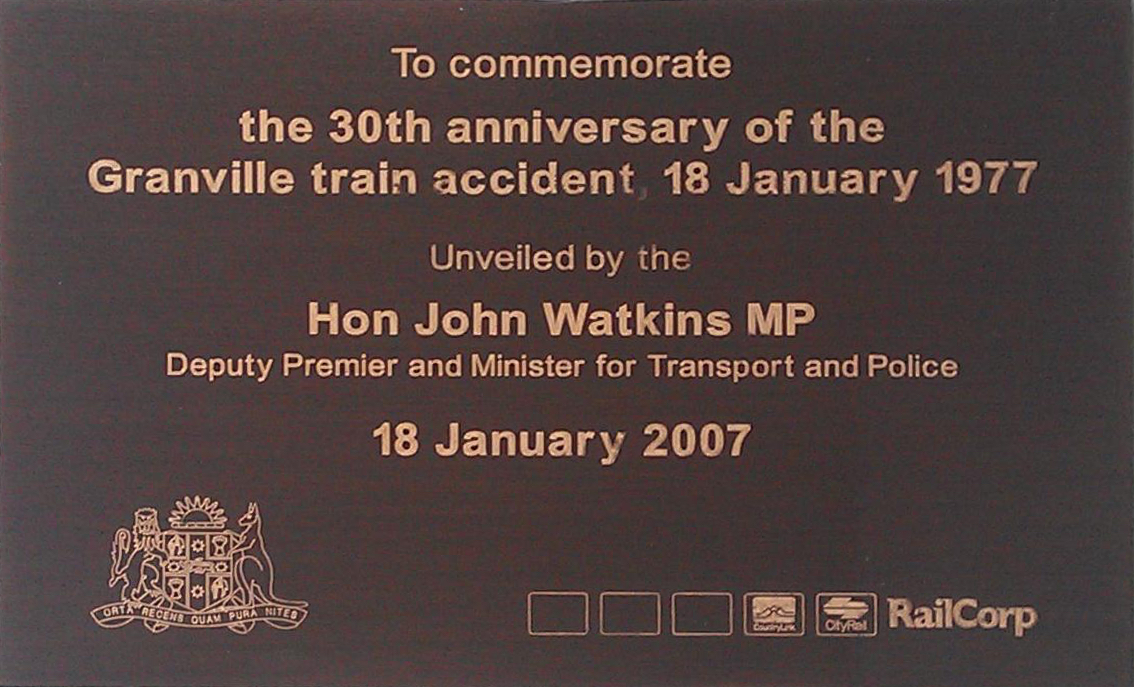
Gedenk-Plakette am Bahnhof von Granville

Einige der Verletzten, deren Extremitäten durch Brückentrümmer eingeklemmt waren, starben unmittelbar, nachdem die entsprechenden Trümmer gehoben wurden, an einer Crush-Niere. Dabei gelangen große Mengen defekter Eiweiße aus der Verletzung geballt in den Körper. Dies hatte eine entsprechend geänderte Vorgehensweise bei solchen Bergungen zur Folge.
Der Unterhalt des Oberbaus wurde in großem Umfang verbessert.
Die Straßenbrücke wurde ohne Mittelstützen wieder aufgebaut; bei anderen, baugleichen Brücken wurden die Mittelstützen verstärkt. An der Straßenbrücke wurde 2007 eine Gedenkplakette angebracht, um die Retter an der Unfallstelle zu ehren.
Für die Familien der Opfer wurde der Granville Memorial Trust geschaffen. Er organisiert an jedem Jahrestag einen Gedenkgottesdienst und einen Gedenkmarsch zur Brücke. Dort wird dann für jeden der Toten eine Rose auf die Gleise fallen gelassen. Auch kümmert sich der Trust um Fragen der Sicherheit im Eisenbahnbetrieb.

## Miniserie
Die 1998 in Australien produzierte, zweiteilige Miniserie The Day of the Roses (deutscher Titel: Das Zugunglück), befasst sich mit der Aufarbeitung des Unfalls durch den Coroner’s Court of New South Wales, ein Verfahren, das zwei Jahre in Anspruch genommen hatte.